# Kanzlerbungalow

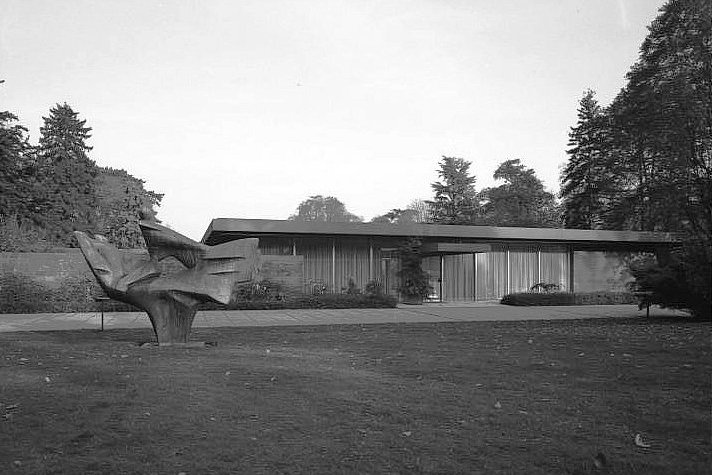
Kanzlerbungalow 1979 …

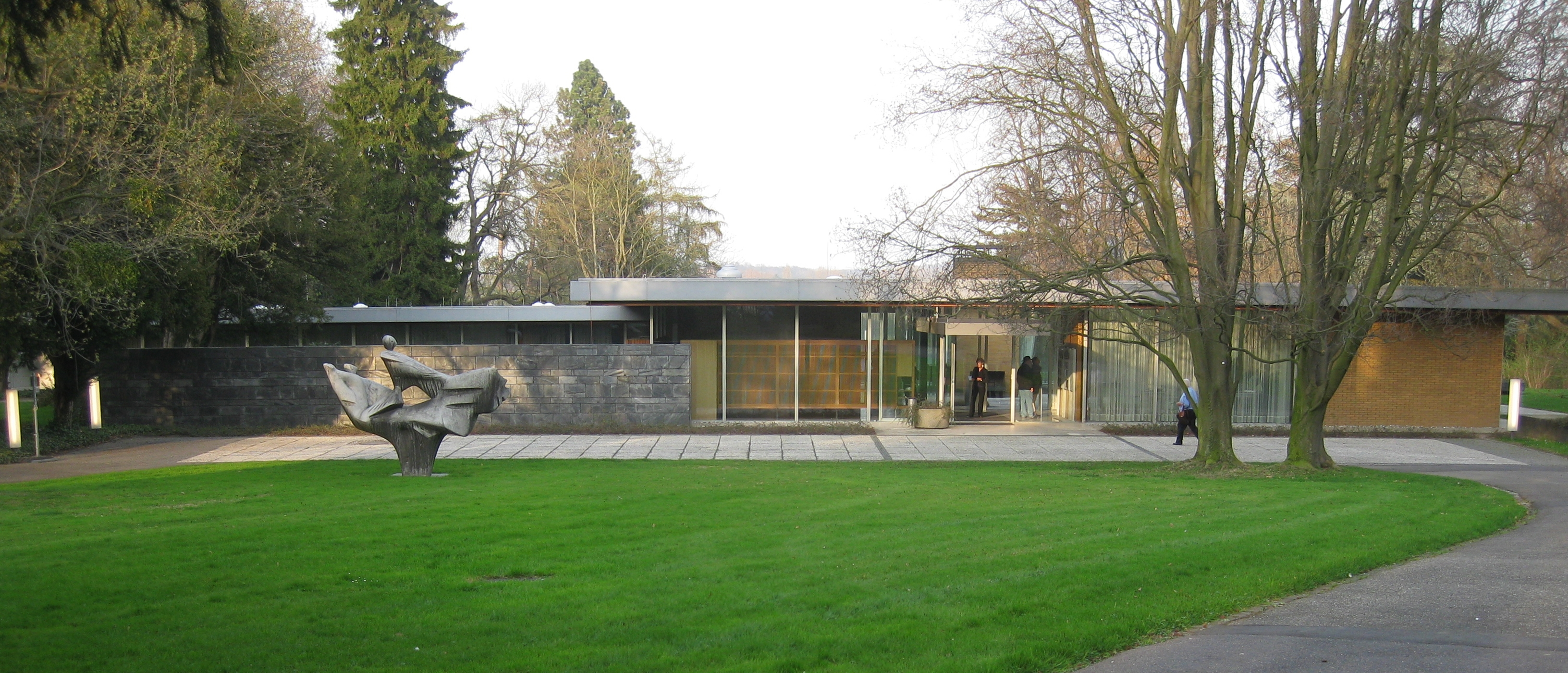
… und 2012

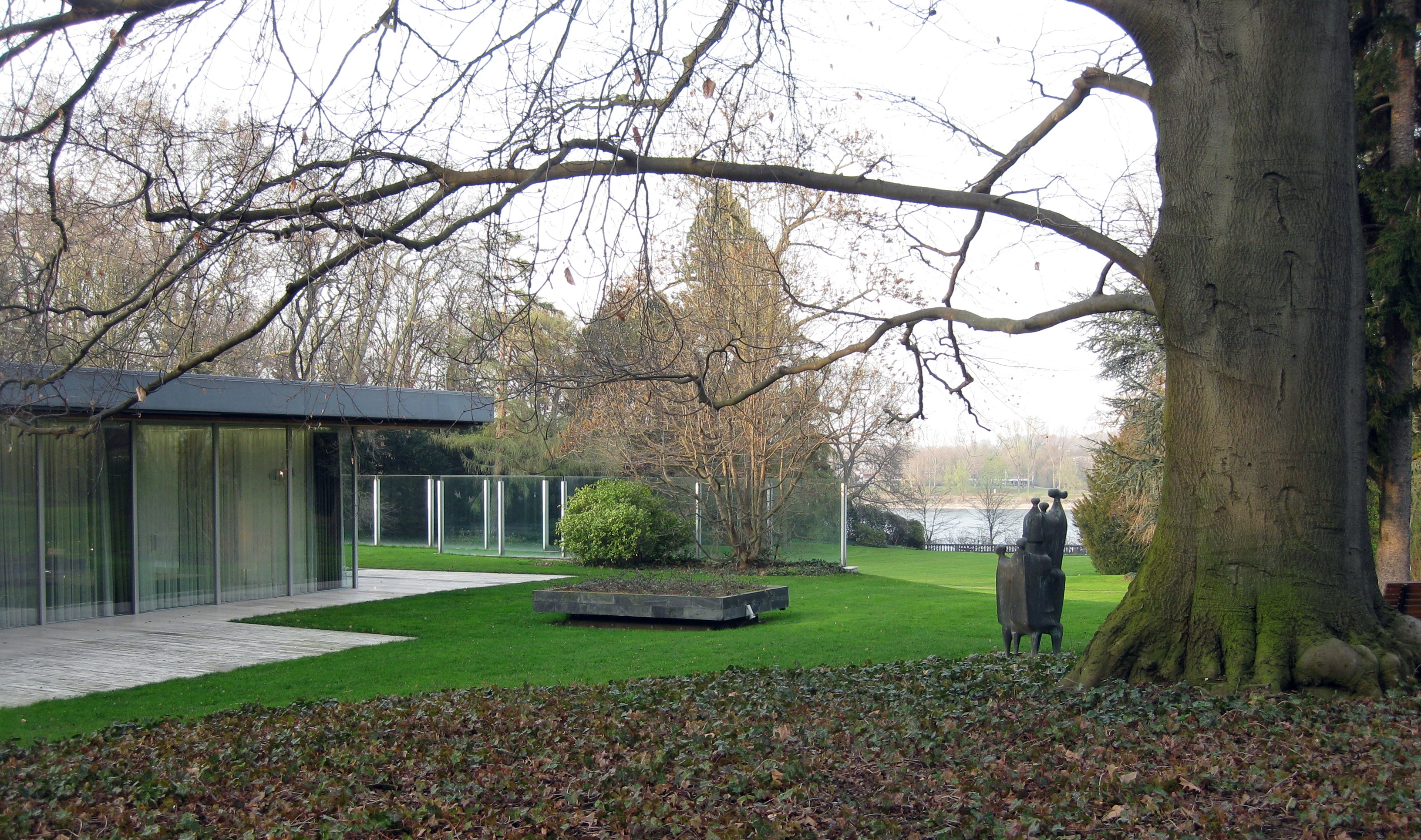
Rheinblick mit Panzerglasfront

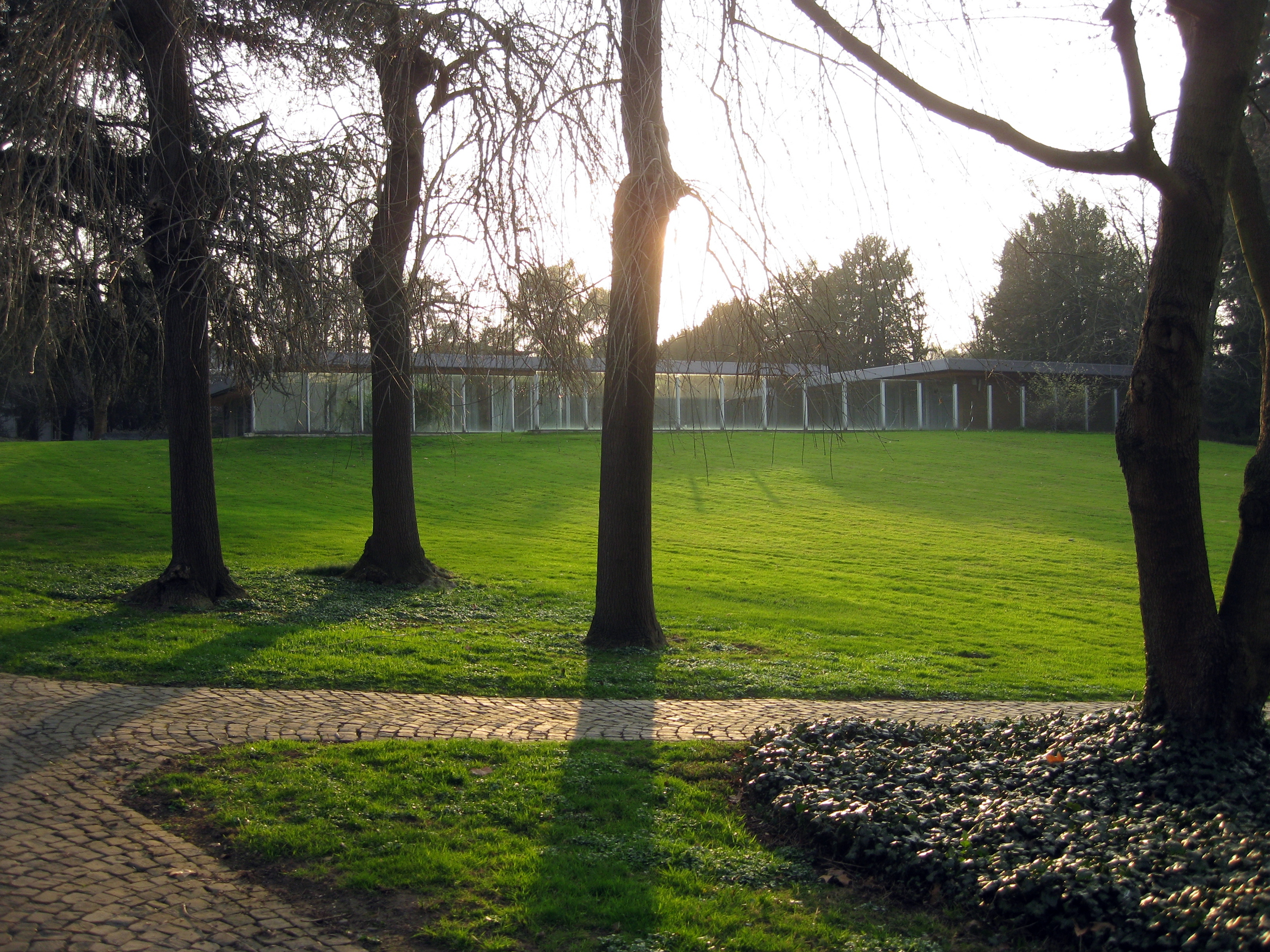
Blick auf die Rückseite aus dem Park

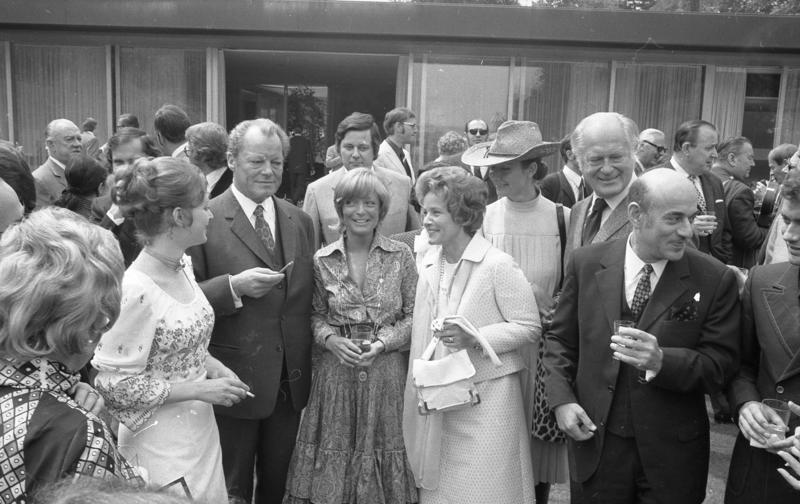
Bundeskanzler Brandt empfängt Schauspieler im Kanzlerbungalow (1971)

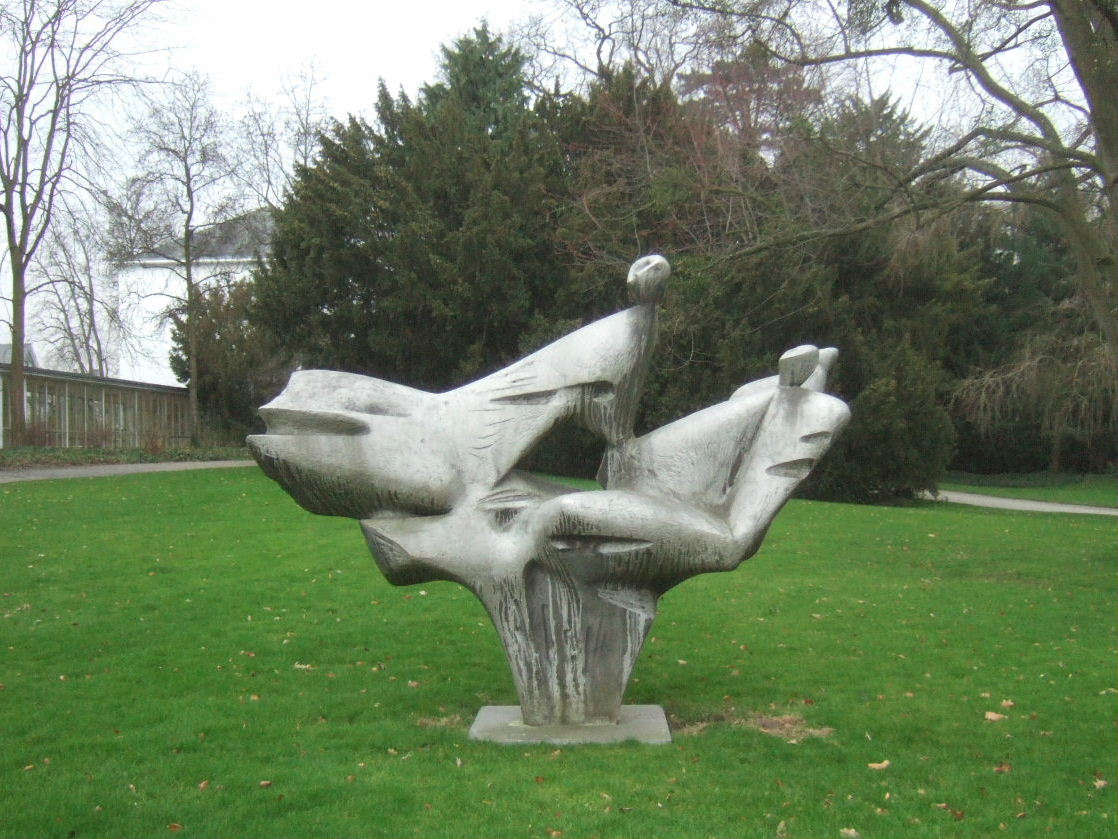
Bernhard Heiliger: Figurenbaum (1957–58) im Park des Kanzlerbungalows

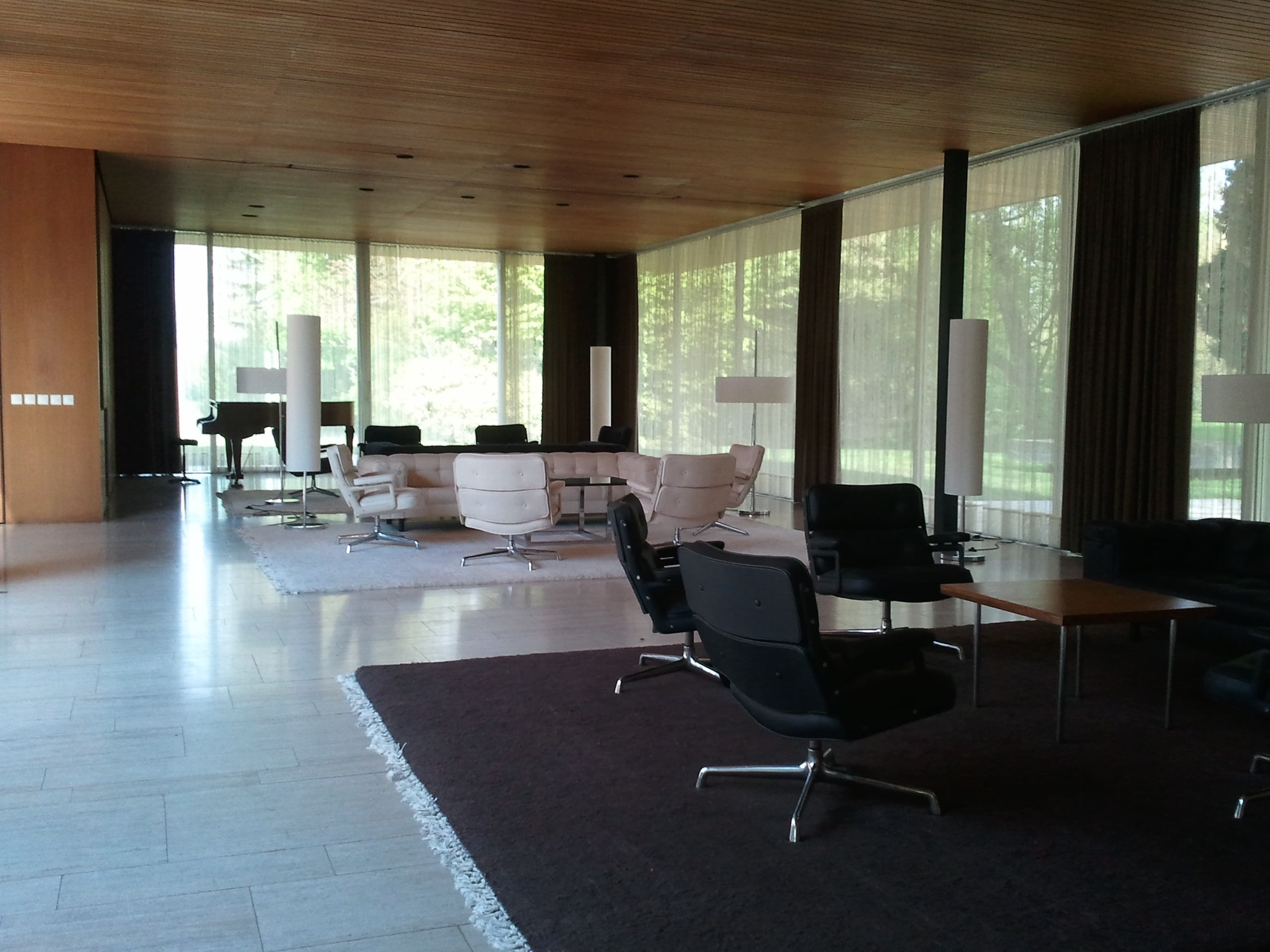
Im Vordergrund die Sitzgruppe mit Eames-Lobby-Chairs; im Hintergrund das rekonstruierte, sogenannte Kanzlersofa von Sep Ruf

Als Kanzlerbungalow wird das ehemalige Wohn- und Empfangsgebäude des deutschen Bundeskanzlers in Bonn bezeichnet. Es wurde von 1964 bis 1999 zu diesem Zweck genutzt. Der Bungalow befindet sich im Park zwischen dem ehemaligen Bundeskanzleramt (heutiges Bundesministerium für wirtschaftliche Zusammenarbeit und Entwicklung) und dem Palais Schaumburg, dem Bonner Dienstsitz des Bundeskanzlers. Er steht in etwa an der Stelle der ehemaligen Villa Selve, die 1955 abgerissen wurde.
Das Gebäude gilt als bedeutendes Beispiel der 1960er-Jahre-Architektur mit Traditionen bis zurück in die 1920er-Jahre und steht seit 2001 unter Denkmalschutz. Außerdem ist es eine Station des Geschichtsrundwegs Weg der Demokratie.

## Baugeschichte
Der spätere Bundeskanzler Ludwig Erhard gab – noch in seiner Funktion als Wirtschaftsminister – die Residenz als Symbol weltoffener und moderner Gesinnung der Bundesrepublik Deutschland in Auftrag. Sein Vorgänger, Konrad Adenauer, war täglich von seinem Privathaus in Rhöndorf nach Bonn gekommen. Der Architekt Sep Ruf, der mit Erhard befreundet war und bereits dessen Privathaus erbaut hatte, wurde 1963 beauftragt, ein repräsentatives und modernes Gebäude in der Tradition der klassischen Moderne im Park des damaligen Bundeskanzleramts, des Palais Schaumburg, zu errichten. Der Bau (ca. 1963–1966) gilt als herausragendes Beispiel westdeutscher Nachkriegsarchitektur. Die Baukosten betrugen rund zwei Millionen Deutsche Mark.
Der beabsichtigte Eindruck der Schwerelosigkeit führte zu einem Entwurf, der auf einer Stahlskelettkonstruktion mit Punktstützen und Flachdach beruhte. Es handelt sich um zwei gegeneinander versetzte Quadrate mit 24 m × 24 m und 20 m × 20 m Außenlänge, die jeweils über einen 8 m × 8 m großen Atriumhof verfügen.
Das größere Quadrat ist den Repräsentationsfunktionen vorbehalten. Es verfügt neben der Eingangs- und Empfangshalle über ein Arbeitszimmer, einen großen Empfangsraum, einen Speiseraum, die Küche sowie ein Familienesszimmer, das zum Wohn- und Schlaftrakt überleitet.
Die Raumkonstruktion ist variabel und erlaubt Durchblicke. Schiebe- und Versenkwände machen flexible Raumkombinationen möglich. So können beispielsweise ein Musikzimmer und eine Kamindiele abgetrennt werden.
Die Kanzler- und Gattin-Schlafräume im Wohnquadrat sind spiegelbildlich und haben jeweils Ankleide, Arbeitsecke, Schlafraum und Bad. Sie ziehen sich U-förmig um das Schlaf-Atrium mit Schwimmbassin. Weiterhin sind dort drei Dienstbotenzimmer mit Teeküche, zwei Gästezimmer, ein privater Wohnraum und der Personalaufenthaltsraum am Übergang zur Küche untergebracht.
Im Zuge der verschärften Sicherheitsmaßnahmen während der Bedrohung durch die RAF wurde 1977 eine Panzerglasfront vor die Terrasse gesetzt; diese sollte einen womöglichen Beschuss vom rechtsrheinischen Ufer aus abwehren. 1983/84 wurde außerhalb des Bungalows ein zusätzlicher Keller zur Einlagerung von auswechselbarem Mobiliar gebaut.
Die Materialien sind dem Zeitgeist entsprechend edel und schlicht. Fußböden und Terrassen sind in Travertin gefliest, die Decken mit brasilianischer Kiefer abgehängt. Die Ausstattung, die Ruf auch bei den Möbeln – zum Beispiel bei dem Entwurf von Lampen mit Leinengewebe, Pergament oder Japanrinde und Tischen aus Glas und Metall – maßgeblich gestaltete, wurde durch die verschiedenen Bewohner verändert und ergänzt.

## Nutzungsgeschichte
Der damals amtierende Bundesschatzminister Werner Dollinger übergab am 12. November 1964 den Schlüssel an Ludwig Erhard. In seiner Ansprache bekennt sich dieser zur Architektur des Gebäudes:

„Sie sehen hier das Haus so gebaut […] in der Ausstattung, in der Anordnung, wie es dem Wesen meiner Frau und mir gemäß ist.“

Die Einstellung der Bundeskanzler zum Gebäude war unterschiedlich. Bundeskanzler Adenauer wird folgender Ausspruch zugeschrieben:

„Ich weiß nicht, welcher Architekt den Bungalow gebaut hat, aber der verdient zehn Jahre.“

Während Auftraggeber Erhard den Bau lobte, bemängelte sein Nachfolger Kurt Georg Kiesinger fehlende Behaglichkeit. Er ließ durch die Innenarchitektin Herta-Maria Witzemann mittelalterliche Kunstwerke und Stilmöbel aufstellen. Willy Brandt blieb in seiner Außenminister-Dienstvilla (Kiefernweg 12) und nutzte den Bungalow nur für repräsentative Zwecke wie beispielsweise Empfänge und ließ dort nach einer Intervention des Bundespräsidenten Gustav Heinemann auch Staatsgäste – darunter als erste vom 27. bis 30. April 1971 das belgische Königspaar Baudoin und Fabiola – übernachten. Helmut Schmidt wohnte acht Jahre dort. Für die private Nutzung zahlten die Bundeskanzler jeweils Miete an den Bund.
Am längsten bewohnte Helmut Kohl den Kanzlerbungalow: beinahe 17 Jahre von 1982 bis zum 30. September 1999. Sein Amtsnachfolger Gerhard Schröder (Wahl zum Bundeskanzler am 27. Oktober 1998) zog auf Grund des nahenden Umzuges nach Berlin nicht in den Kanzlerbungalow ein und ließ weiterhin Helmut Kohl dort wohnen. Dieser bezeichnete den Bungalow als „absurdes Bauwerk – im Sinne einer Wohnung eines Bundeskanzlers“. Diese Kritik bezog sich auf den privat genutzten Teil, der sehr eng und wenig komfortabel ausfiel. Kohl änderte – wie mehr oder weniger alle auf Erhard folgenden Hausherren – die Räume nach seinem persönlichen Geschmack. Er ließ Seidenstoff über die Klinkerwände ziehen, einen Halogen-Sternenhimmel im Esszimmer installieren und dort einen großen Perserteppich auslegen. Schröder überließ Kohl bis zum Regierungsumzug den privaten Schlafteil des Bungalows und nutzte nur sporadisch den Repräsentationsteil.

## Derzeitige Nutzung
Seit dem Umzug der Bundesregierung nach Berlin 1999 steht das Gebäude leer; im zum Gelände gehörenden Palais Schaumburg befindet sich seit 2001 der Zweitsitz des Bundeskanzleramts. Das Bundesministerium für wirtschaftliche Zusammenarbeit und Entwicklung zog Ende 2005 in das in unmittelbarer Nachbarschaft liegende, frühere Bundeskanzleramt und dessen Erweiterungsbauten, jedoch nicht in den Kanzlerbungalow, da dieser sich nicht für die Nutzung durch das Ministerium eignete. 2003 wurde der Bungalow kurzzeitig für einige Sendungen des TV-Politmagazins Kanzlerbungalow des WDR genutzt.
In Berlin war eigentlich vorgesehen, im so genannten Kanzlergarten des neuen Kanzleramtes wiederum eine Kanzlerresidenz zu errichten. Dazu kam es aus Kostengründen nicht. Stattdessen gibt es dort nur eine kleine Wohnung im obersten Stock des Mittelbaus, die von Gerhard Schröder nur in der Woche benutzt wurde. Angela Merkel wohnte weiterhin in ihrer Privatwohnung in Berlin-Mitte.
Zwischen 2007 und 2009 sanierte und restaurierte die Wüstenrot Stiftung den Kanzlerbungalow. Die Stiftung Haus der Geschichte der Bundesrepublik Deutschland richtete eine kleine Dauerausstellung ein und bietet Gruppenführungen an. Darüber hinaus wird das Gebäude für Veranstaltungen, wie Lesungen und Konzerte, genutzt.

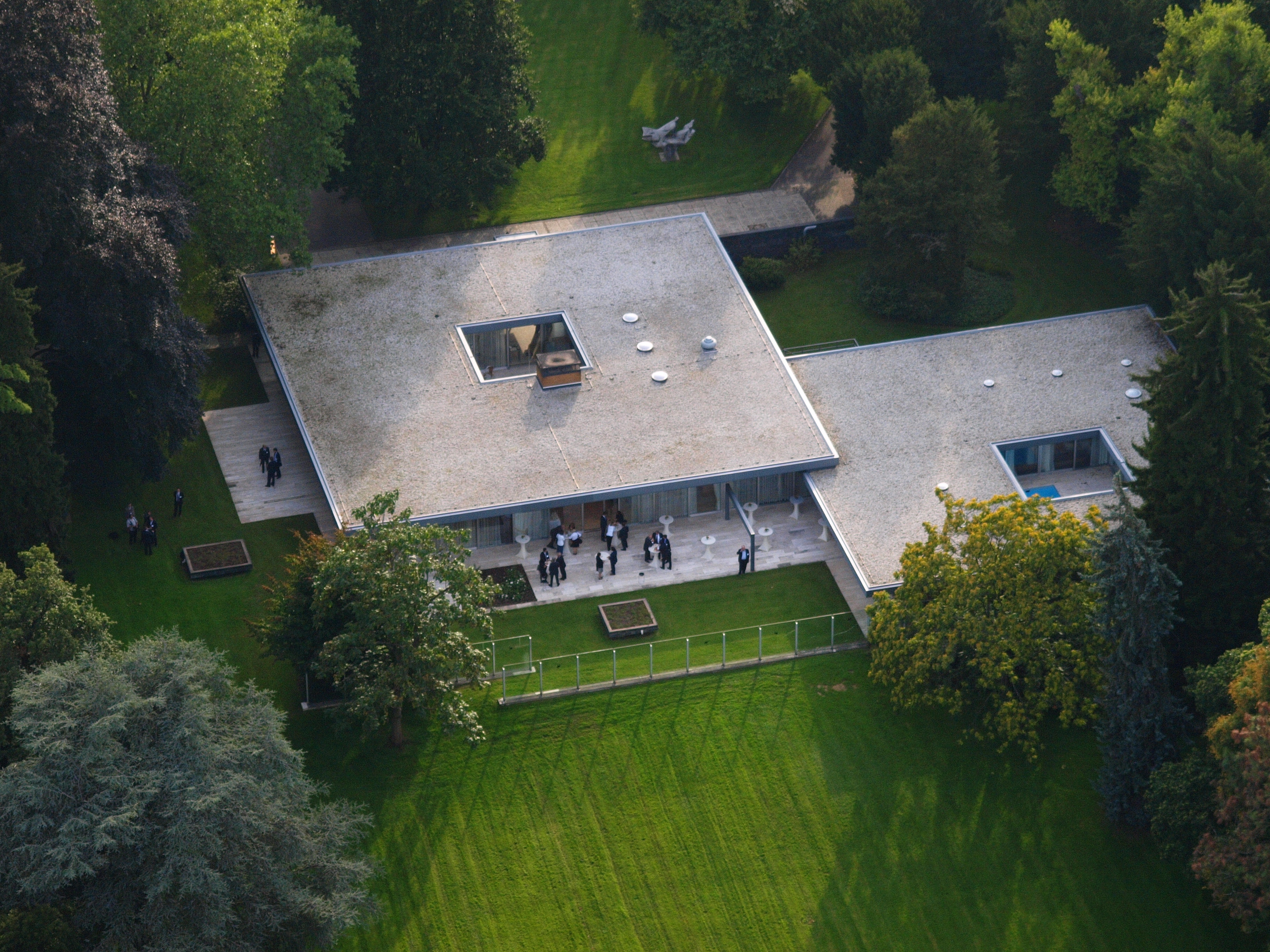
Kanzlerbungalow aus der Vogelperspektive

## Literatur

Innenansichten
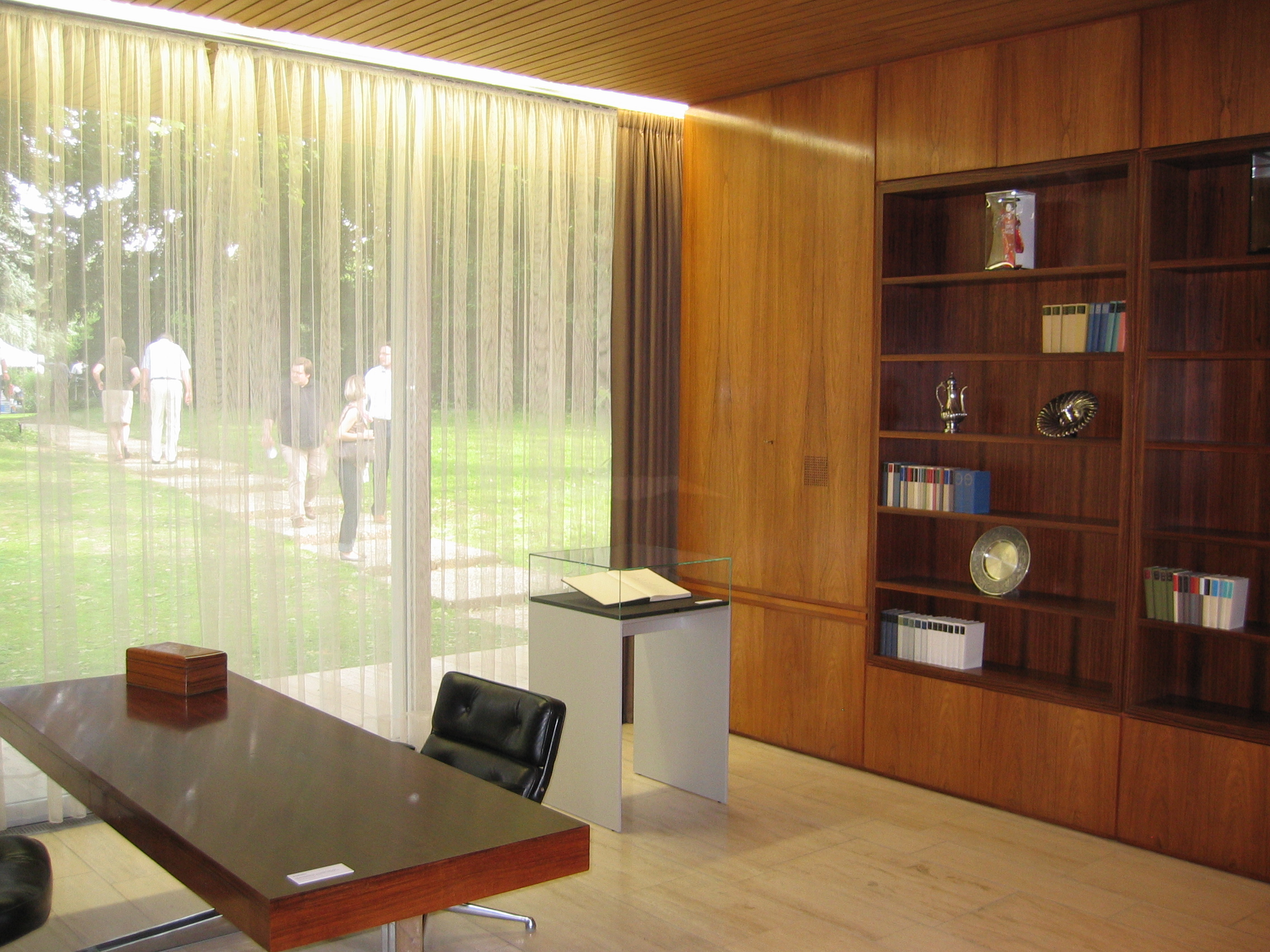
Wiederherstellung des Arbeitszimmers Erhards im Kanzlerbungalow. Die Öffnung der Bücherregale, die bei Erhard durch Schranktüren verdeckt waren, geht auf Kiesinger 1966–1969 zurück.
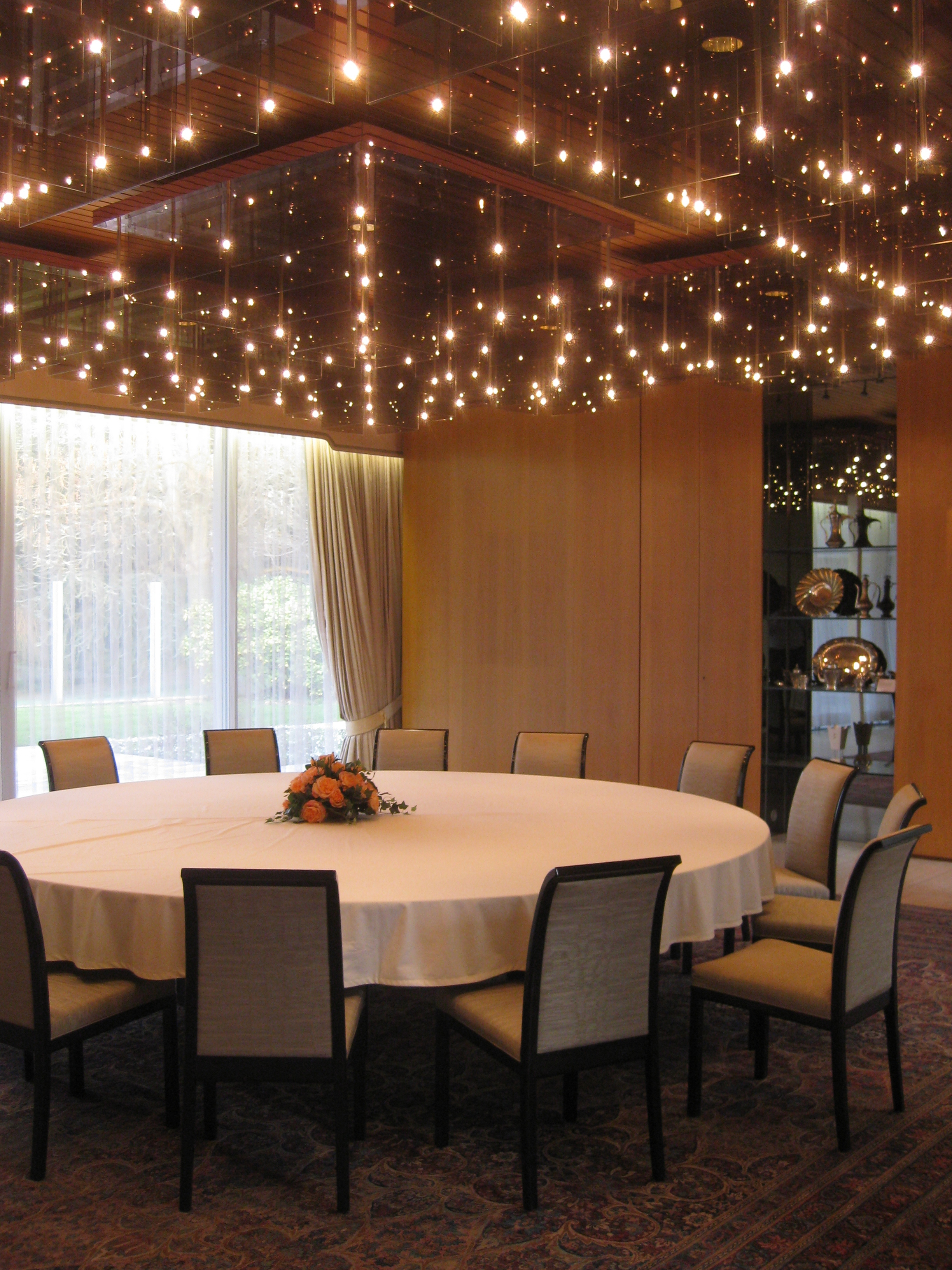
Wiederherstellung des Speisezimmers wie zur Amtszeit und im Stil Kohls 1982–1998 (2009)
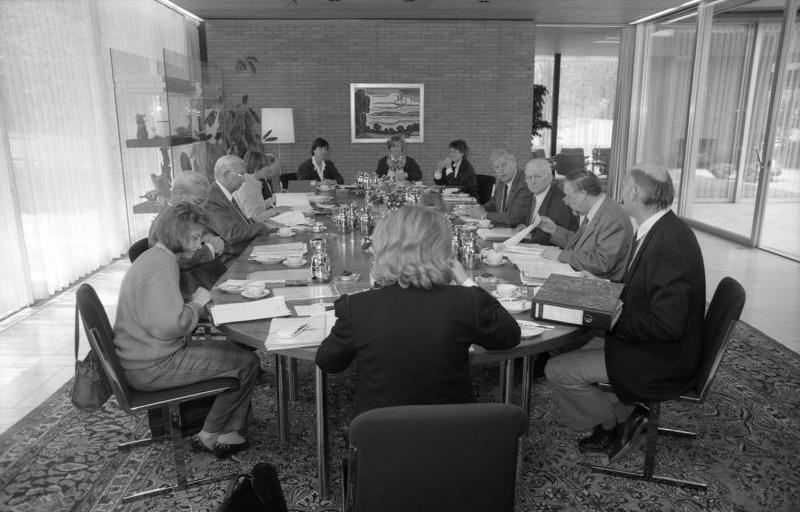
Empfang im Kanzlerbungalow durch Kanzlergattin Hannelore Kohl (1988)
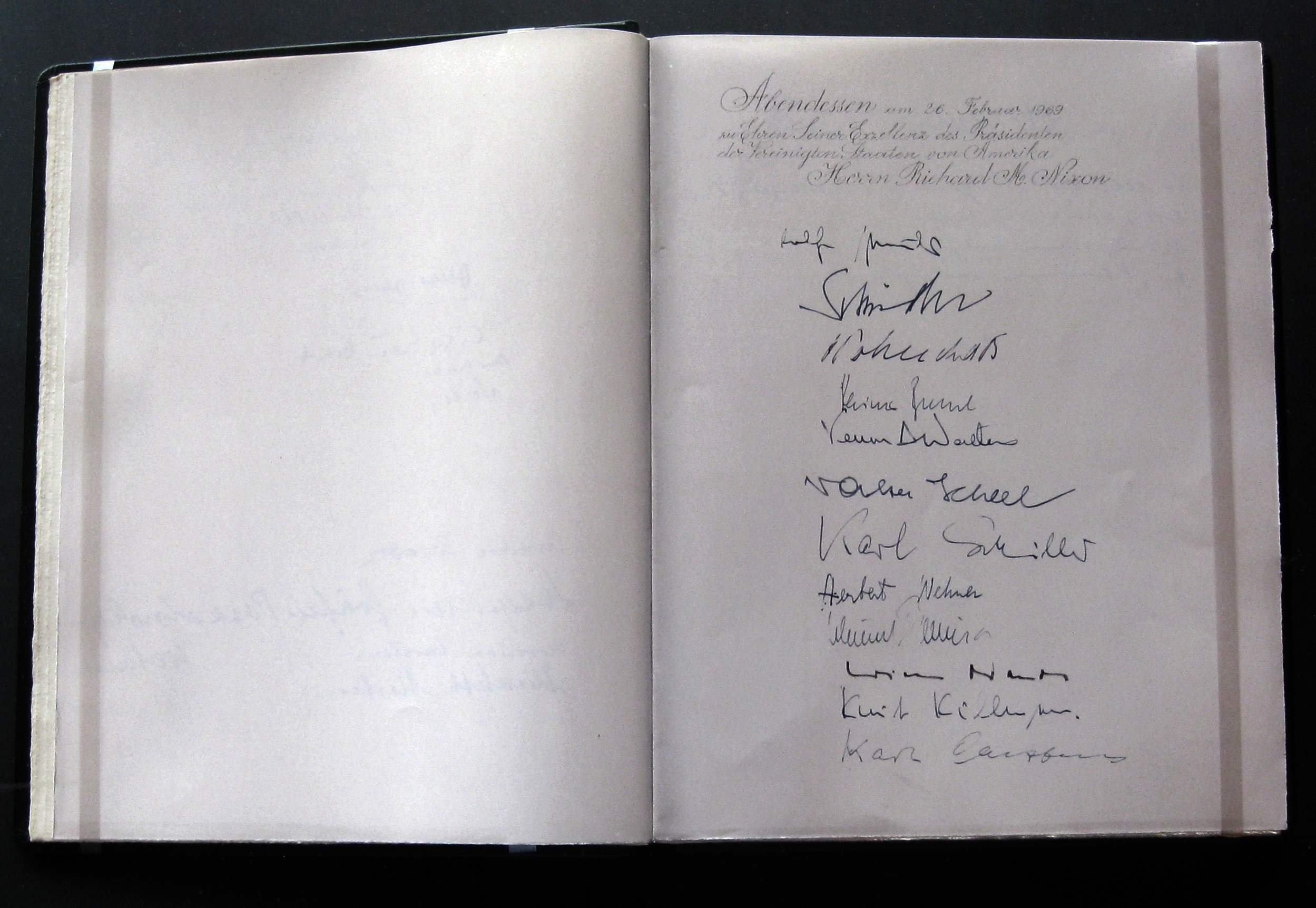
Gästebuch

## Beitrag auf der Biennale in Venedig
2014 war der Kanzlerbungalow zentraler Teil des deutschen Beitrags der 14. Architekturbiennale in Venedig. Er wurde von dem Schweizer Architektenduo Alex Lehnerer und Savvas Ciriacidis als einziger Beitrag 1:1 in den deutschen Pavillon eingebaut. Als zentrales Möbelstück des Ausstellungsbeitrags diente das von Ruf entworfene, sogenannte Kanzlersofa, das mittlerweile in Kleinstserie wieder hergestellt wird.

## Rezeption
„Der optische Gesamteindruck der Gebäudegruppe wird durch die lichte und schwerelose Eleganz bestimmt, die jenseits von jedem Pathos Heiterkeit und Würde zugleich ausstrahlt. (…) Der Bewohner empfindet Weiträumigkeit, grenzenlose Offenheit, Sachlichkeit, Ordnung. (…) Mit dem Eindruck des Geöffneten, Schwerelosen, dabei streng geordneten paart sich der Eindruck des Differenzierten in Material und Gruppierung. Durch die Differenzierung werden Uniformität, Kälte, Starrheit vermieden – Eigenschaften, die der modernen Architektur immer wieder zum Vorwurf gemacht werden.“

„Im Bonner Regierungsviertel finden sich nicht viele gute Beispiele für ‚demokratisch‘-transparentes Bauen. Eines der besten ist zweifellos das Wohn- und Empfangsgebäude für den Amtssitz des Bundeskanzlers. (…) Klare Gliederung, konsequente Durchgestaltung, sorgfältige Abstimmung der Materialien und harmonische Einbindung in die landschaftliche Umgebung zeichnen den Bau aus. (…) [R]uhig und ausgewogen, leicht und schwerelos gehalten, voller Durchblicke nach allen Seiten, legt er die private und staatliche Existenz des Bewohners gleichermaßen offen (…).“

„[Der Kanzlerbungalow] ist die Wohnhaus-Variante der Berliner Nationalgalerie von Mies van der Rohe – streng horizontal, provozierend offen mit seinen rundum verglasten Wänden, Transparenz-Geometrie im Park mit einem artigen Atriumkern bescheidener Intimität. Stets leidend an dem Konflikt, daß hier die moderne Abschaffung des bürgerlichen Individuums mit den altmodischen Bedürfnissen höchst privater Wohnfunktion versöhnt werden muß.“

„[Erhard] ist eines der wenigen Beispiele moderner Architektur in Bonn zu verdanken. Das ist um so erstaunlicher, als gerade dieser Kanzler mit konservativer Behaglichkeit verbunden wird. (…) Kanzler Kiesinger bewies (…) nicht gerade Sachverstand oder auch nur Toleranz, als er den Bungalow (…) mit einem Eisenbahnwaggon verglich. Ein Vergleich, der den Feinheiten des Grundrisses Hohn spricht.“